# 2008年北京オリンピックのベルギー選手団
2008年北京オリンピックのベルギー選手団（2008ねんペキンオリンピックのベルギーせんしゅだん）は、2008年8月8日から8月24日にかけて中国の北京を主として開催された2008年北京オリンピックのベルギー選手団、およびその競技結果。

## 概要
今大会は金メダル2個を獲得した。

## メダル
| メダル | 選手名                                                                      | 競技 | 種目             |
| ------ | --------------------------------------------------------------------------- | ---- | ---------------- |
| 金     | オリビア・ボルレー ハンナ・マリエン エロディ・ウエドラオゴ キム・ゲバールト | 陸上 | 女子4×100mリレー |
| 金     | ティア・エルボー                                                            | 陸上 | 女子走高跳       |

## サッカー
- 男子

## ホッケー
- 男子

## 自転車

### ロードレース
男子
- 個人ロードレース
  - マリオ・アールツ - 8位（6時間24分01秒、+12秒)
  - ヨハン・ファンスュメレン - 42位（6時間26分27秒、+2分38秒)
  - クリストフ・ブラント - DNF
  - マキシム・モンフォール - DNF
  - ユルヘン・ファンデンブルック - DNF

- 個人タイムトライアル
  - マキシム・モンフォール - 26位（1時間07分12秒、+5分01秒）

女子
- 個人ロードレース
  - リズロ・ドクロワ - 44位（3時間36分35秒、+2分38秒)

### トラックレース
男子
- ポイントレース
  - イルヨ・カイセ - 12位（8ポイント）
- マディソン
  - ケニー・デ・ケテル、イルヨ・カイセ - 4位 (17ポイント、-1)

### マウンテンバイク
男子
- クロスカントリー
  - スヴェン・ネイス - 9位 (2時間01分00秒)
  - ルル・パウリセン - 19位 (2時間03分30秒)
  - フィリップ・メイルハーへ - 2周遅れ